# Алиатт II
Алиатт (др.-греч. Ἀλυάττης в современной исторической литературе иногда называемый Вторым или Третьим; умер в 560 до н. э.) — воинственный лидийский царь, предпоследний из Мермнадов, сын Садиатта, отец Крёза, значительно расширивший пределы своего государства. Его царствование историки относят к 617—560 годам до н. э.
Первые пять лет своего правления Алиатт воевал с милетскими греками. Затем он на пять лет обратил своё внимание на восток и вступил в войну с наступавшими на него мидянами и вавилонянами во главе с Киаксаром. Солнечное затмение 585 года положило конец боевым действиям, и река Галис была принята за границу. Дочь Алиатта по имени Ариенис была выдана замуж за Астиага, сына Киаксара.
К югу от своих владений Алиатт покорил Карию, а к востоку — киммерийцев. Сообщается также, что он разрушил Смирну. В 11 км от Сард, в Бинтепе находится громадный могильный курган, который отождествляют с великолепной гробницей Алиатта, упомянутой Геродотом.
Адиатт (царь, которого отождествляют с Кандавлом), по всей вероятности, носил идентичное имя, так как в лидийском языке (как и в других анатолийских языках) существовал согласный звук, промежуточный между l и d (в греческих текстах обычно передаётся как d, в собственно лидийских и арамейских как l).